# Roku de Nashi Majutsu Kōshi to Akashic Records
Roku de Nashi Majutsu Kōshi to Akashic Records (ロクでなし魔術講師と禁忌教典 Roku de Nashi Majutsu Kōshi to Akashikku Rekōdo?, lit. Los archivos akáshicos del instructor mágico inútil) es una serie de novelas ligeras escritas por Tarō Hitsuji e ilustradas por Kurone Mishima. Fujimi Shobo ha publicado 24 volúmenes desde julio de 2014 bajo su imprenta Fujimi Fantasia Bunko. Una adaptación a manga con arte de Aosa Tsunemi ha sido serializado en la revista de manga shōnen Monthly Shōnen Ace de Kadokawa Shoten del 26 de marzo de 2015 al 25 de junio de 2021, y ha sido compilado en 16 volúmenes tankōbon. Una adaptación a anime de Liden Films se emitió desde el 4 de abril hasta el 20 de junio de 2017.

## Personajes
Glenn Radars (グレン＝レーダス Guren Rēdasu?)
Voz por: Sōma Saitō, José Ángel Torres (español latino)
Glenn es el protagonista de la historia. Un chico de 19 años, perezoso, siempre aburrido de todo, y teniendo como único objetivo el dormir. Fue obligado a fungir como maestro suplente por su mentora y terminó reemplazando al maestro favorito de Sistine, el cual se retiró. Puede parecer a simple vista un completo incompetente y es considerado un mago de "tercera categoría", pero la realidad es que es muy habilidoso con la magia aunque no del modo tradicional. Antes solía ser muy apasionado con la magia al igual que Sistine, pero fue desilusionado y terminó convirtendose en un infame asesino de magos. Más tarde se revela que ha desarrollado su propio hechizo original llamado "Mundo de Locos", hazaña que solo logran los magos de más alto nivel. Este hechizo es capaz de anular cualquier magia en un rango predeterminado, incluyendo la propia, pero no anula los hechizos que ya han sido lanzados. Él utiliza esta habilidad para neutralizar los ataques mágicos de sus enemigos, para luego derrotarlos utilizando habilidades superiores de combate cuerpo a cuerpo. Es incapaz de utilizar magia de combate con fluidez debido a su falta de experiencia en ella, pero posee un basto entendimiento de los conceptos detrás de todo tipo de magia, lo que lo vuelve un buen instructor para Sistine, Rumia y sus compañeros. Antiguamente perteneció a la corte imperial de magos siendo el ejecutor número 0 que actuaba bajo el nombre claver "The Fool" (El Loco), caracterizándose por ser muy sanguinario en el campo de batalla. 
Sistine Fibel (システィーナ＝フィーベル Shisutīna Fīberu?)
Voz por: Akane Fujita, Nycolle González (español latino)
Sistine es la heroína principal de la historia. Actualmente tiene 15 años. Ella admira de gran manera toda la magia y anhela un día descubrir los secretos que esconde el castillo del cielo Melgalius (se le puede ver flotando en el cielo) porque le hizo una promesa a su abuelo, lo que nadie sabe es que ella siempre trata de mantener una actitud estricta y conservadora por lo que regaña muy seguido a Glenn por su mediocre comportamiento. Ella odia a Glenn, creyendo que es tan incompetente como se mira debido a su falta de entusiasmo. Sin embargo, cuando Glenn al fin comienza a hacer su trabajo como se debe, ella comienza a respetarle y a aceptar de mala gana que es un profesor eficiente en su trabajo. Ella comienza a desarrollar sentimientos por Glenn más adelante, pero es muy tímida para hablarle sobre ellos. Es llamada "Sisti" por su mejor amiga Rumia y Glenn suele llamarla: "Shiro Neko" (Gata Blanca) debido al color de su cabello y a su diadema con orejitas. Su apariencia es similar a Sara Silvers, la exnovia de Glenn.
Rumia Tingel (ルミア＝ティンジェル Rumia Tinjeru?)
Voz por: Yume Miyamoto, Danann Galván (español latino)
Rumia es la mejor amiga de Sistine y también su hermana adoptiva. Tiene 15 años, al igual que Sistine. Es muy cercana a Glenn quien a menudo la trata muy bien, en contrate a Sistine quien siempre tiene una cara molesta al verlo. Ella recuerda que Glenn salvó su vida tres años antes del comienzo de la historia cuando él era conocido como un asesino de magos, con el nombre en clave "The Fool" (El Loco). después de haber sido perseguida por una organización hereje llamada: "Investigadores de la Sabiduría Divina" quienes han querido asesinarla por su inusual habilidad. Su verdadero nombre es: Ermiana El Kel Alzano y es una princesa que fue dada por muerta y después adoptada por los padres de Sistine. Posee un gran aprecio por Glenn debido a que salvo su vida.
Celica Arfonia (セリカ＝アルフォネア Serika Arufonea?)
Voz por: Eri Kitamura, Valentina Souza (español latino)
Profesora de la Academia Mágica Imperial de Alzano. Ex-maga de las fuerzas especiales de los Magos de la Corte, número 21, nombre en clave "The World" (El mundo). Adoptó a Glenn a una temprana edad, volviéndose su figura materna y enseñándole todo acerca de la magia.  Su edad aparente es de 20 años, pero en realidad tiene más de 400 años.
Albert Frazer (アルベルト＝フレイザー Aruberuto Fureizā?)
Voz por: Hiroki Takahashi, Eduardo Ramírez (español latino)
Ex-camarada de Glenn. Número 17 de los Magos de la Corte, nombre en clave "The Star" (La estrella). Ejerce como ejecutor. Es un hombre serio y de pocas palabras, limitándose a cumplir su trabajo. 
Re=L Rayford (リィエル＝レイフォード Ryieru Reifōdo?)
Voz por: Ari Ozawa, Erika Langarica (español latino)
Número 7 de los Magos de la Corte. Nombre en clave "The Chariot" (El carro). Es experta en la creación de espadas a base de alquimia. Fue creada a partir del Proyecto Revive Life, también conocido como Proyecto Re=L, dirigido por su hermano Sion Rayford. Fue encontrada por Glenn 2 años antes. Es un clon de Ilushia Rayford (la hermana real de Sion). Mientras esta y Sion tenían el pelo de color rojizo, Re=L lo tiene azul. Sus memorias originales provienen de Ilushia. En un principio, se muestra muy reacia a socializar con Sistine y Rumia, debido a que las ve como enemigas que la quieren alejar de Glenn. A medida que avanza la historia, llegan a ser muy buenas amigas, al punto de que Re=L arriesgaría su vida por protegerlas. 
Sara Silvers (セラ＝シルヴァース Sera Shiruvāsu?)
Voz por: Minako Kotobuki, Valca Ponzanelli (español latino)
Fue compañera de Glenn en la corte imperial de magos. Maga número 3 de la corte bajo el nombre clave "The Empress" (La emperatriz)
Eve Ignite (イヴ＝イグナイト Ivu Igunaito?)
Eve fue la oficial al mando de Glenn y Sara en sus días como magos de la corte. Era la maga número 1 bajo el nombre clave "The Wizard" (El mago)

## Medios de comunicación

### Novela ligera
La novela ligera es escrita por Tarō Hitsuji e ilustrada por Kurone Mishima. Fujimi Shobo ha publicado 24 volúmenes desde julio de 2014 bajo su imprenta Fujimi Fantasia Bunko. Dos spin-off titulado Roku de Nashi Majutsu Kōshi to Tsuisō Nisshi (ロクでなし魔術講師と追想日誌?) fue publicado el 19 de marzo de 2016 y el 21 de abril de 2017.

#### Lista de volúmenes

##### Roku de Nashi Majutsu Kōshi to Akashic Records
| Núm. | Fecha de publicación    | ISBN                   |
| ---- | ----------------------- | ---------------------- |
| 1    | 19 de julio de 2014     | ISBN 978-4-04-070231-5 |
| 2    | 20 de noviembre de 2014 | ISBN 978-4-04-070232-2 |
| 3    | 20 de marzo de 2015     | ISBN 978-4-04-070515-6 |
| 4    | 18 de julio de 2015     | ISBN 978-4-04-070516-3 |
| 5    | 20 de noviembre de 2015 | ISBN 978-4-04-070517-0 |
| 6    | 18 de junio de 2016     | ISBN 978-4-04-070974-1 |
| 7    | 20 de octubre de 2016   | ISBN 978-4-04-070975-8 |
| 8    | 18 de marzo de 2017     | ISBN 978-4-04-070976-5 |
| 9    | 19 de agosto de 2017    | ISBN 978-4-04-072417-1 |
| 10   | 17 de noviembre de 2017 | ISBN 978-4-04-072419-5 |
| 11   | 20 de marzo de 2018     | ISBN 978-4-04-072420-1 |
| 12   | 20 de julio de 2018     | ISBN 978-4-04-072722-6 |
| 13   | 20 de noviembre de 2018 | ISBN 978-4-04-072723-3 |
| 14   | 20 de marzo de 2019     | ISBN 978-4-04-072724-0 |
| 15   | 20 de agosto de 2019    | ISBN 978-4-04-073272-5 |
| 16   | 18 de enero de 2020     | ISBN 978-4-04-073273-2 |
| 17   | 17 de julio de 2020     | ISBN 978-4-04-073736-2 |
| 18   | 19 de diciembre de 2020 | ISBN 978-4-04-073737-9 |
| 19   | 18 de junio de 2021     | ISBN 978-4-04-074147-5 |
| 20   | 19 de febrero de 2022   | ISBN 978-4-04-074148-2 |
| 21   | 17 de junio de 2022     | ISBN 978-4-04-074579-4 |
| 22   | 20 de abril de 2023     | ISBN 978-4-04-074580-0 |
| 23   | 20 de octubre de 2023   | ISBN 978-4-04-075143-6 |
| 24   | 17 de noviembre de 2023 | ISBN 978-4-04-075184-9 |

##### Roku de Nashi Majutsu Kōshi to Tsuisō Nisshi
| Núm. | Fecha de publicación     | ISBN                   |
| ---- | ------------------------ | ---------------------- |
| 1    | 19 de marzo de 2016      | ISBN 978-4-04-070867-6 |
| 2    | 20 de abril de 2017      | ISBN 978-4-04-072226-9 |
| 3    | 20 de septiembre de 2018 | ISBN 978-4-04-072725-7 |
| 4    | 19 de enero de 2019      | ISBN 978-4-04-072726-4 |
| 5    | 19 de octubre de 2019    | ISBN 978-4-04-073274-9 |
| 6    | 19 de marzo de 2020      | ISBN 978-4-04-073275-6 |
| 7    | 17 de octubre de 2020    | ISBN 978-4-04-073738-6 |
| 8    | 19 de marzo de 2021      | ISBN 978-4-04-073739-3 |
| 9    | 20 de octubre de 2021    | ISBN 978-4-04-074287-8 |
| 10   | 18 de noviembre de 2022  | ISBN 978-4-04-074772-9 |
| 11   | 19 de octubre de 2024    | ISBN 978-4-04-075620-2 |

### Manga
Una adaptación a manga con arte de Aosa Tsunemi se serializó en la revista de manga shōnen Monthly Shōnen Ace de Kadokawa Shoten del 26 de marzo de 2015 al 25 de junio de 2021. Ha sido compilado en 16 volúmenes tankōbon. El manga es publicado en México por Editorial Kamite.

#### Volúmenes
| Núm. | Fecha de publicación     | ISBN                   |
| ---- | ------------------------ | ---------------------- |
| 1    | 26 de noviembre de 2015  | ISBN 978-4-04-103672-3 |
| 2    | 26 de diciembre de 2015  | ISBN 978-4-04-103673-0 |
| 3    | 26 de mayo de 2016       | ISBN 978-4-04-104429-2 |
| 4    | 26 de octubre de 2016    | ISBN 978-4-04-104430-8 |
| 5    | 25 de marzo de 2017      | ISBN 978-4-04-104431-5 |
| 6    | 26 de septiembre de 2017 | ISBN 978-4-04-106087-2 |
| 7    | 26 de febrero de 2018    | ISBN 978-4-04-106560-0 |
| 8    | 24 de julio de 2018      | ISBN 978-4-04-107148-9 |
| 9    | 26 de noviembre de 2018  | ISBN 978-4-04-107614-9 |
| 10   | 26 de marzo de 2019      | ISBN 978-4-04-107615-6 |
| 11   | 26 de agosto de 2019     | ISBN 978-4-04-108586-8 |
| 12   | 26 de diciembre de 2019  | ISBN 978-4-04-108587-5 |
| 13   | 26 de junio de 2020      | ISBN 978-4-04-109339-9 |
| 14   | 26 de octubre de 2020    | ISBN 978-4-04-109342-9 |
| 15   | 26 de marzo de 2021      | ISBN 978-4-04-109343-6 |
| 16   | 26 de agosto de 2021     | ISBN 978-4-04-111706-4 |

### Anime
Una adaptación a anime fue anunciada en marzo de 2016. La serie es producida por Liden Films y dirigida por Minato Kazuto, con Tōko Machida como escritor de los libretos, Satoshi Kimura como diseñador de los personajes y Hiroaki Tsutsumi componiedo la música. La serie se emitió desde el 4 de abril hasta el 20 de junio de 2017. La serie tuvo 12 episodios. El opening es "Blow Out" interpretado por Konomi Suzuki, y el ending es "Precious You" interpretado por Akane Fujita (Sistine), Yume Miyamoto (Rumia), y Ari Ozawa (Re=L)
El 1 de julio de 2019, Crunchyroll anunció que la serie recibió un doblaje en español latino, que se estrenó el 14 de julio.

#### Lista de episodios
| Arco del Instructor a Tiempo Parcial | |                     |
| 1 | «"Un Inútil Sin Motivación"» «"Yaruki no nai Roku de Nashi"» (やる気のないロクでなし)                 | 4 de abril de 2017  |
| Glenn es un bastardo que solo duerme en lugar de enseñar clases en la Academia de Magia Imperial Alzano. Cuando uno de sus excelentes estudiantes, Sistine, finalmente se cansa, ella lo desafía a un duelo para que enseñe correctamente.                                                | |                     |
| 2 | «"Apenas Un Poco Motivado"» «"Hon'no Wazukana Yaruki"» (ほんのわずかなやる気)                         | 11 de abril de 2017 |
| Incluso después de perder el duelo, Glenn carece de toda motivación. Sin embargo, a través de sus interacciones con Sistine y Rumia, eventualmente comienza a enseñar genuinamente clases que los ayudarán. Mientras tanto, hombres sospechosos aparecen en la academia.                  | |                     |
| 3 | «"El Loco y La Muerte"» «"Gusha to Shinigami"» (愚者と死神)                                           | 18 de abril de 2017 |
| Los magos malvados que se infiltran en la academia son terroristas pertenecientes a la sociedad mágica, Investigadores de la Sabiduría Divina. Con el fin de rescatar a sus estudiantes tomados cautivos, Glenn finalmente ejerce su verdadero poder.                                     | |                     |
| Arco de la Competencia Mágica | |                     |
| 4 | «"La Competencia Mágica"» «"Majutsu Kyōgi-sai"» (魔術競技祭)                                          | 25 de abril de 2017 |
| Con la esperanza de ganar la recompensa especial, Glenn tiene como objetivo ganar la competencia mágica. Si bien Sistine y los demás no saben su razón, todos trabajan duro para cumplir con sus expectativas y comenzar a mostrar resultados inesperados.                                | |                     |
| 5 | «"La Reina y La Princesa"» «"Joō to Ōjo"» (女王と王女)                                                | 2 de mayo de 2017   |
| Rumia se convierte en sospechosa durante la competencia mágica y la guardia imperial apunta a su vida. Glenn logra salvarla en el último momento, pero un individuo inesperado se interpone en su camino.                                                                                 | |                     |
| 6 | «"El Ser Maligno"» «"Jaakunaru Sonzai"» (邪悪なる存在)                                                | 9 de mayo de 2017   |
| Los que estaban moviendo los hilos detrás de la guardia imperial eran los Investigadores de la Sabiduría Divina. Glenn lucha para limpiar el nombre de Rumia de cualquier sospecha. | |                     |
| Arco de la Expedición de Estudio de Campo | |                     |
| 7 | «"El Mar de Estrellas Fugaces"» «"Hoshi Furu Umi"» (星降る海)                                         | 16 de mayo de 2017  |
| Re=L se une a la academia para proteger a Rumia, y gracias a sus interacciones con Sistine y los demás se integra lentamente en la clase. Ella se lleva bien con sus compañeros de clase al principio durante su investigación de campo, pero.                                            | |                     |
| 8 | «"El Loco y La Estrella"» «"Gusha to Hoshi"» (愚者と星)                                               | 23 de mayo de 2017  |
| Cuando llegan al lugar para su investigación de campo, Sistine y los demás observan el laboratorio de alquimia blanca. En el camino de regreso, Re=L actúa por su cuenta, reuniéndose con su hermano separado durante mucho tiempo, y se enfrentan a Glenn cuando se encuentra con ellos. | |                     |
| 9 | «"La Razón para Vivir"» «"Ikiru Imi"» (生きる意味)                                                    | 30 de mayo de 2017  |
| Mortalmente herido, Glenn logra aferrarse a su vida gracias a la magia de Sistine. Persiguen a Re=L que secuestró a Rumia, y Glen irrumpe en el laboratorio de alquimia blanca junto con Albert.                                                                                          | |                     |
| Arco del Prometido de Sistine | |                     |
| 10 | «¿¡Cazafortunas!?» «"Gyaku tama!?"» (逆玉!?)                                                          | 6 de junio de 2017  |
| Después de regresar de su investigación de campo, Glenn y los demás pasan sus días de diferentes maneras. Unos días después, Leos visita la academia como instructor invitado, y causa un gran revuelo al proclamarse el prometido de Sistine.                                            | |                     |
| 11 | «"¡Enfrentamiento! La Batalla de las Tropas de Magos"» «"Kessen! Madō Heidan-sen"» (決戦！魔導兵団戦) | 13 de junio de 2017 |
| Glen y Leos tienen un duelo que involucra a los otros estudiantes en una batalla de cuerpos mágicos. El campamento de Leos está bien organizado, pero Glenn se defiende con tácticas inteligentes.                                                                                        | |                     |
| 12 | «"Encontrar el Lugar"» «"Mitsuketa Ibasho"» (見つけた居場所)                                          | 20 de junio de 2017 |
| Comienzan los preparativos para la ceremonia de boda de Sistine y Leos. Rumia mantiene la fe de que el desaparecido Glenn regresará, pero todavía no tienen noticias de él para el día de la boda.                                                                                        | |                     |